# 桑德加嶺
71°54′S 9°43′E / 71.900°S 9.717°E
桑德加嶺（英語：Sandegga Ridge）是南極洲的山脈，位於毛德皇后地，屬於奧爾萬山脈中康拉德山脈的一部分，全長9公里，該山嶺由德國探險隊發現。